# Путятинський провулок (Житомир)
 Путятинський провулок  — провулок в Корольовському районі Житомира, виробничий топонім.

## Розташування
Провулок знаходиться в місцині Смолянка. Починається від вулиці Великої Бердичівської, поруч з Кафе Ритуальне, прямує на північний схід, перетинається з 1-им провулком Льва Толстого.
Довжина провулку — 345 метрів.
На правій стороні провулку на відстані приблизно 100 м розташовані Єврейське кладовище та Пам'ятний Хрест жертвам політичних репресій 1937-1939 років .